# The Goat (1918)
The Goat é um filme de comédia mudo americano de 1918 dirigido por Donald Crisp e escrito por Frances Marion. O filme é estrelado por Fred Stone, Fanny Midgley, Charles McHugh, Rhea Mitchell, Sylvia Ashton, Philo McCullough e Winifred Greenwood. O filme foi lançado em 29 de setembro de 1918, pela Paramount Pictures.

## Elenco
- Fred Stone como Chuck McCarthy
- Fanny Midgley como Sra. McCarthy
- Charles McHugh como Sr. McCarthy
- Rhea Mitchell como Bijou Lamour
- Sylvia Ashton como o vampiro bebê
- Philo McCullough como Marmaduke X. Caruthers
- Winifred Greenwood como Molly O'Connors
- Charles Stanton Ogle como Diretor Graham
- Ernest Joy como Gerente de Estúdio
- Clarence Geldart como Diretor de Elenco